# Alberto Zérega Fombona
Alberto Zérega Fombona (* 1889; † 9. Oktober 1968 in Paris) war ein venezolanischer Politiker und Botschafter.

## Leben
Alberto Zérega Fombona war ein Cousin von Rufino Blanco Fombona.
Im Januar 1909, wenige Wochen nachdem ein Staatsstreich die Diktatur von Cipriano Castro gestürzt hatte, gründete er in Caracas die Tageszeitung La República.
Alberto Zérega Fombona kam zum Friedensvertrag von Versailles nach Paris, wo er regelmäßig Rubén Darío besuchte und mit José Tadeo Arreaza Calatrava (* 24. Juni 1882 in Aragua de Barcelona; † 1. Mai 1970 in Caracas) im Bois de Boulogne speiste.
1935 war er Abgeordneter in der Nationalversammlung von Venezuela.
Von 1936 bis 1946 war er als Gesandter in Bern akkreditiert.
Am 8. Januar 1937 wurde er zum Botschafter in Bogotá ernannt, wo er vom 31. Januar 1937 bis zum 22. August 1938 akkreditiert war.
Ab Mai 1939 war er Botschafter in Paris und war mit Sitz in Paris bis 31. Dezember 1941 auch in Berlin akkreditiert.
1942 war er Gesandter in Madrid.
Ab 1948 war er Vertreter der venezolanischen Regierung bei der UNESCO in Paris.